# Коатикук (Квебек)
Коатикук (фр. Coaticook) је град у Канади у покрајини Квебек. Према резултатима пописа 2011. у граду је живело 9.255 становника.

## Становништво
Према резултатима пописа становништва из 2011. у граду је живело 9.255 становника, што је за 0,6% више у односу на попис из 2006. када је регистровано 9.204 житеља.
| 2006. | 2011. |
| ----- | ----- |
| 9.204 | 9.255 |